# Aconitum refracticarpum
Aconitum refracticarpum är en ranunkelväxtart som beskrevs av Chang och Wen Tsai Wang. Aconitum refracticarpum ingår i släktet stormhattar, och familjen ranunkelväxter. Inga underarter finns listade i Catalogue of Life.